# Julie Newman
Pour les articles homonymes, voir Newman.
Julie Newman est une biathlète américaine.

## Biographie
Julie Newman fait partie des participantes au prenier championnat du monde féminin en 1984 à Chamonix, où elle décroche la médaille de bronze du relais avec Kari Swenson et Holly Beatie et est 22e du sprint notamment.
Elle court aussi les Championnats du monde 1985. Elle réalise sa meilleure performance personnelle cet hiver en se classant quatrième de l'individuel à Antholz, comptant pour la Coupe du monde.
Au niveau international, elle concourt jusqu'en 1988, montant sur un deuxième podium en relais, à Ruhpolding.

## Palmarès

### Championnats du monde
| Épreuve    | 1984 à Chamonix | 1985 à Egg am Etzl |
| ---------- | --------------- | ------------------ |
| Individuel | 27e             | 23e                |
| Sprint     | 22e             | 24e                |
| Relais     | Bronze          | -                  |

### Coupe du monde
- Meilleur classement général : 29e en 1988.
- 2 podiums en relais : 2 troisièmes places.